# Veliki zvezdni dodekaeder
| Veliki zvezdni dodekaeder     | Veliki zvezdni dodekaeder                           |
| ----------------------------- | --------------------------------------------------- |
|                               |                                                     |
| Vrsta                         | Kepler-Poinsotov polieder                           |
| Jedro stelacije               | dodekaeder                                          |
| Elementi                      | F = 12, E = 30, V =20 ({\displaystyle \chi \,} = 2) |
| Stranskih ploskev na stranico | 12 {5/2}                                            |
| Schläflijev simbol            | {5/2,3}                                             |
| Wythoffov simbol              | 3\|2 5/2                                            |
| Simetrijska grupa             | Ih, H3, [5,3],(*532)                                |
| Coxeter-Dinkinov diagram      |                                                     |
| Sklici                        | U52, C68, W22                                       |
| Lastnosti                     | pravilni nekonveksni                                |
| (5/2)3 slika oglišč           | veliki ikozaeder (dualni polieder)                  |

Veliki zvezdni dodekaeder je Kepler-Poinsotov polieder, ki ima Schläflijev simbol {5/2,3}. Je eden izmed štirih nekonveksnih pravilnih poliedrov.
Sestavljen je iz 12 sekajočih se pentagramskih stranskih ploskev, kjer se trije pentagrami srečajo na vsakem oglišču.
Ima isto razvrstitev oglišč kot pravilni dodekaeder tako, kot pri stelaciji dodekaedra. To je edina stelacija dodekaedra s takšno lastnostjo, razen samega dodekaedra. Njegov dual veliki ikozaeder je podoben na isti način ikozaedru.
Če so pentagramske stranske ploskve razbite na trikotnike, je topološko  podoben triakisnemu ikozaedru z enako povezanimi stranskimi ploskvami, ki imajo višje  enakokrake trikotnike.   

## Slike
| Prosojni model                                           | Tlakovanje |
| -------------------------------------------------------- | --- |
| Prosojni model velikega zvezdnega dodekaedra (animacija) | Ta polieder lahko naredimo kot sferno tlakovanje z gostoto 7. (Prikazana je samo ena pentagramska stranska ploskev above, ki je obkrožena z modro in pobarvana z rumeno barvo) |
| Mreža telesa                                             | Facete stelacije |
| Mreža velikega zvezdnega dodekaedra                      | Lahko jo konstruiramo kot tretjo od treh stelacij dodekaedra in jo navajamo kot Wenningerjev model [W22].                                                                      |

## Sorodni poliedri
Postopek prisekanja na velikem zvezdnem dodekaedru daje vrsto uniformnih poliedrov. Prisekovanje robov do točk daje veliki ikozidodekaeder kot rektificirani veliki zvezdni dodekaeder. Postopek se zaključuje kot dvojna rektifikacija, ki zmanjša prvotne stranske ploskve do točk in pri tem nastane veliki ikozaeder.
prisekani veliki zvezdni dodekaeder je izrojena oblika poliedra, ki ima 20 trikotnih stranskih ploskev  nastalih iz prisekanih oglišč. Ima tudi 12 skritih petkotnih stranskih ploskev, ki pa so prisekanje prvotnih pentagramskih stranskih ploskev. 
| Ime                      | Veliki zvezdni dodekaeder | Prisekani veliki zvezdni dodekaeder | Veliki ikozidodekaeder | Prisekani veliki ikozaeder | Veliki ikozaeder |
| ------------------------ | ------------------------- | ----------------------------------- | ---------------------- | -------------------------- | ---------------- |
| Coxeter-Dinkinov diagram |                           |                                     |                        |                            |                  |
| Slika                    |                           |                                     |                        |                            |                  |